# Мало Вуков'є
45°31′ пн. ш. 16°54′ сх. д. / 45.51° пн. ш. 16.90° сх. д.
Мало Вуков'є (хорв. Malo Vukovje) — населений пункт у Хорватії, у Б'єловарсько-Білогорській жупанії у складі міста Гарешниця.

## Населення
Населення за даними перепису 2011 року становило 122 осіб.
Динаміка чисельності населення поселення: